# پی. ال. تراورس
پاملا لیندون تراورس (به انگلیسی: Pamela Lyndon Travers); OBE (‎/ˈtrævərs/‎؛ زاده هلن لیندون گوف (به انگلیسی: Helen Lyndon Goff)؛ ۱۸۹۹ اوت ۹–۲۳ آوریل ۱۹۹۶)، نویسنده انگلیسی زبان اهل استرالیا است که بیشتر دوران کاری خود را در انگلستان به سر برد. او بیشتر به خاطر سری کتاب‌های کودکانه مری پوپینز، که دارای پرستار بچه جادویی ماری پوپینز است شهرت دارد.